# Losange de Michaelis
Pour les articles homonymes, voir Michaelis.

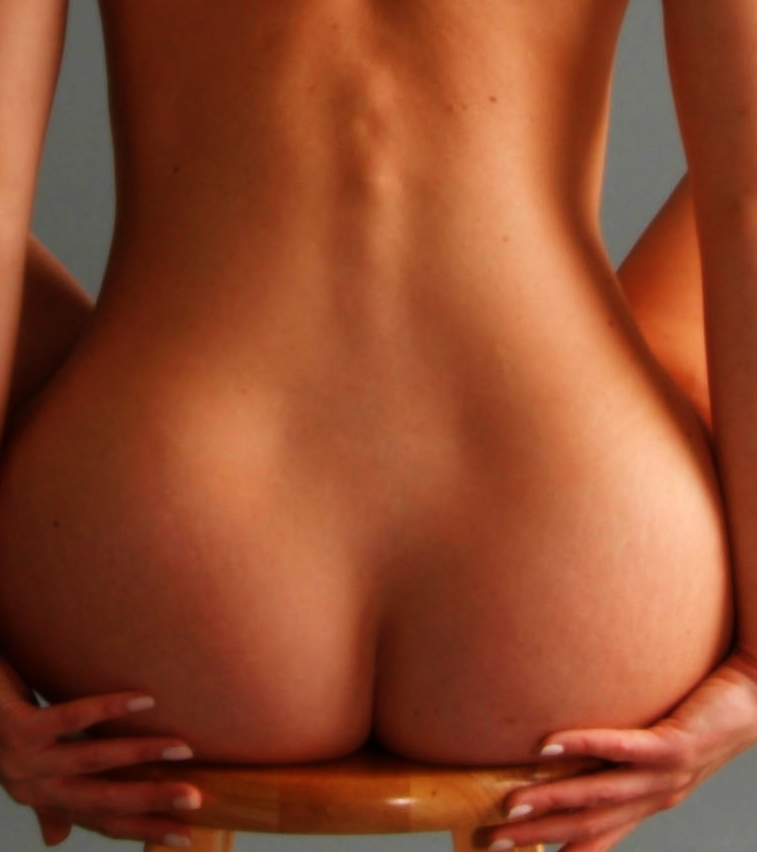
Le bas du dos d'une femme, dans lequel on distingue le losange de Michaelis.

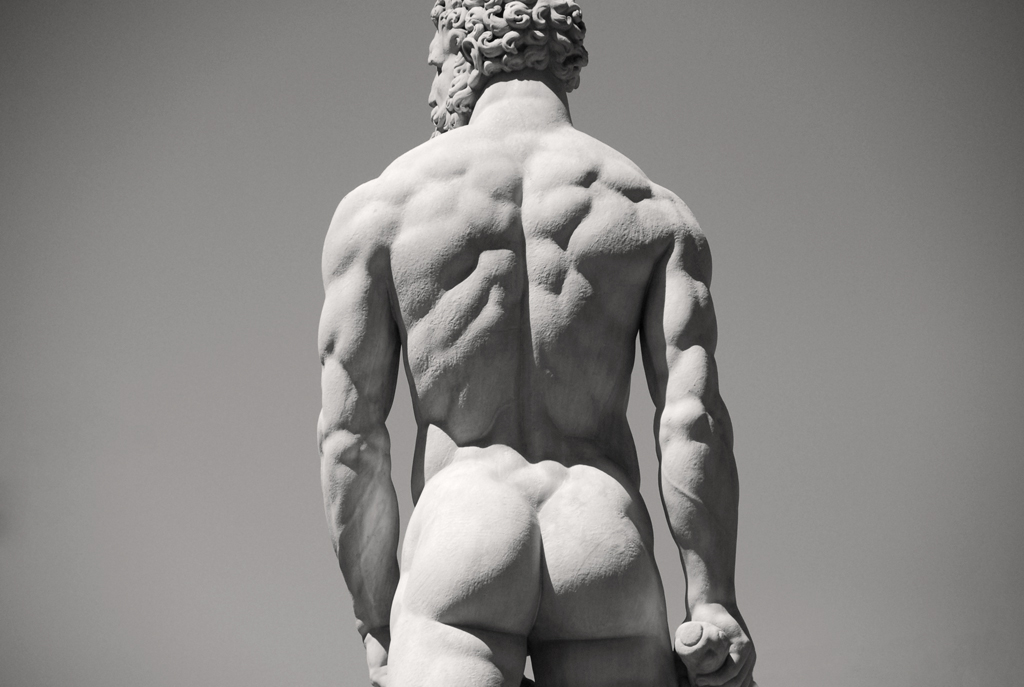
Sur cette statue réalisée par Baccio Bandinelli, dont les traits musculaires et anatomiques sont exagérés, le losange de Michaelis est bien visible.

Le losange de Michaelis est une zone en forme de losange, qui apparaît, plus ou moins visible, dans le bas du dos de certains êtres humains. Elle est normalement délimitée à gauche et à droite par les fossettes sacro-iliaques, et en bas par le début du sillon interfessier.
Cette zone a été nommée ainsi en référence à Gustav Adolf Michaelis, un obstétricien allemand du XIXe siècle qui l'utilisait pour évaluer la capacité de passage de la tête du bébé dans le bassin d'une femme,.
Elle peut être considérée comme une zone érogène.[réf. nécessaire]

## Dans l'art

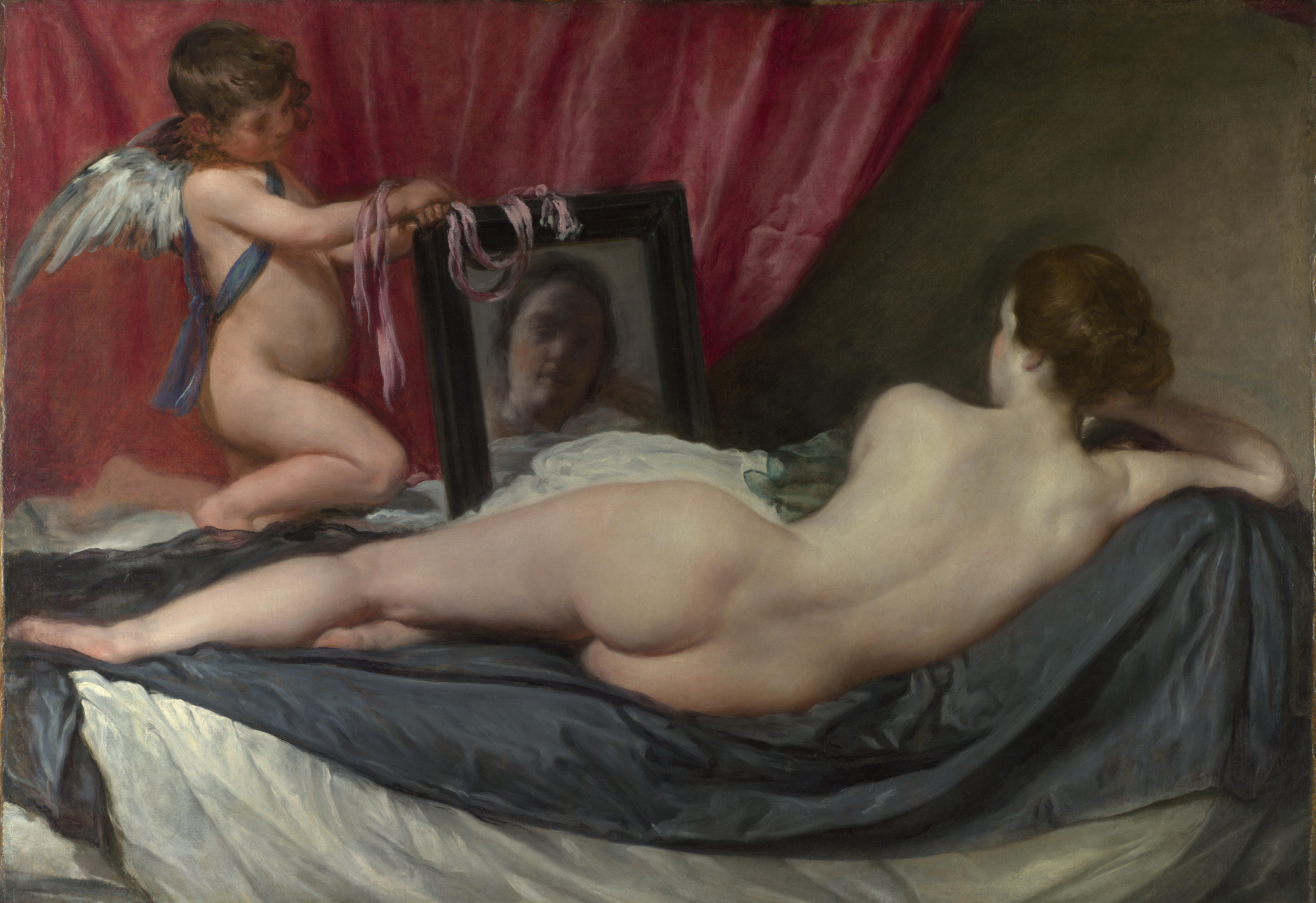
Diego Velázquez : Vénus à son miroir, 1648–1651

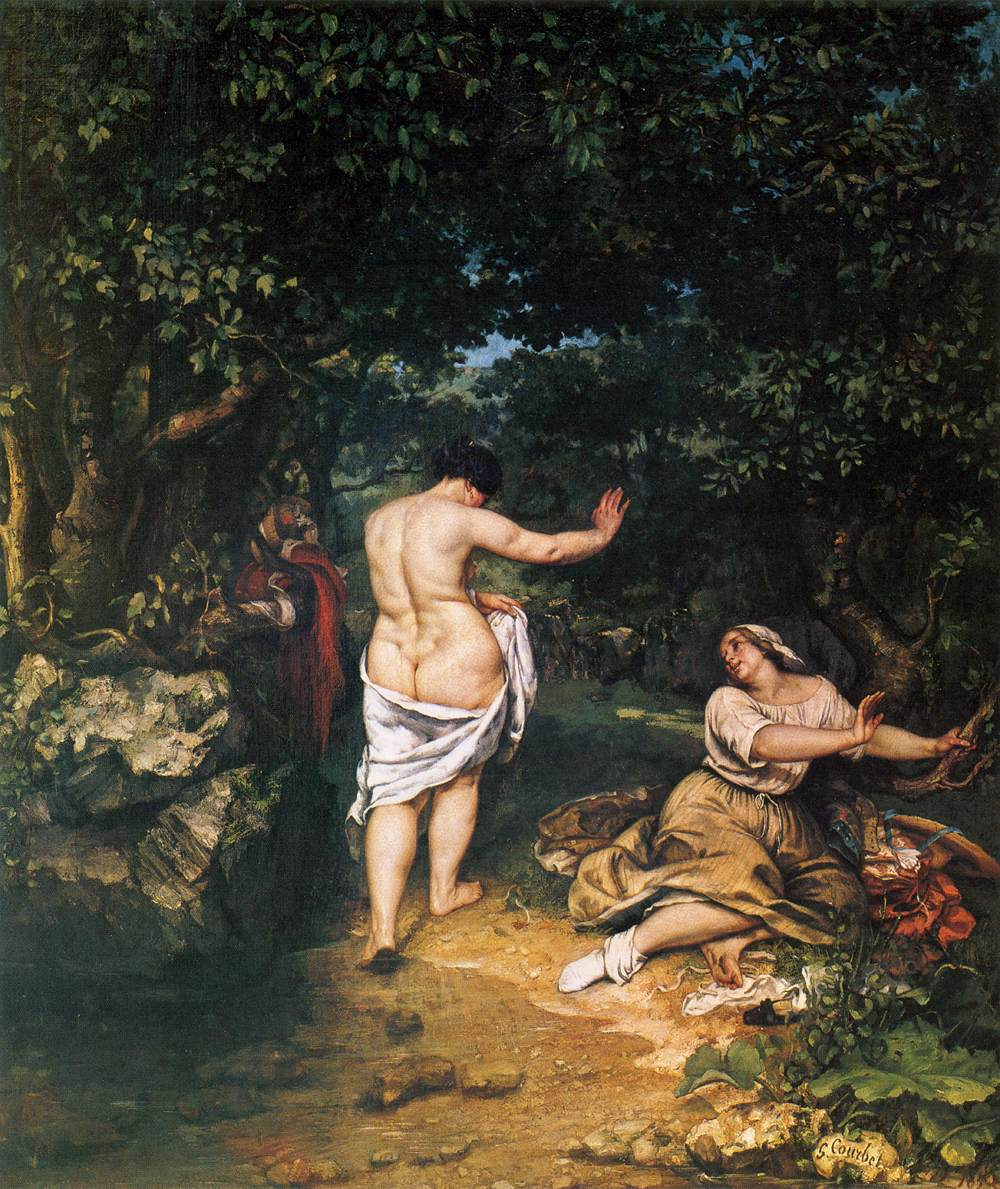
Gustave Courbet : Les Baigneuses,1853

Le losange de Michaelis est mis en évidence dans des représentations artistiques érotiques. Certaines femmes décorent cette partie du corps avec des tatouages.